# 弁天島 (那智勝浦町)
弁天島（べんてんじま）は、和歌山県東牟婁郡那智勝浦町の那智湾にある島である。

## 地理

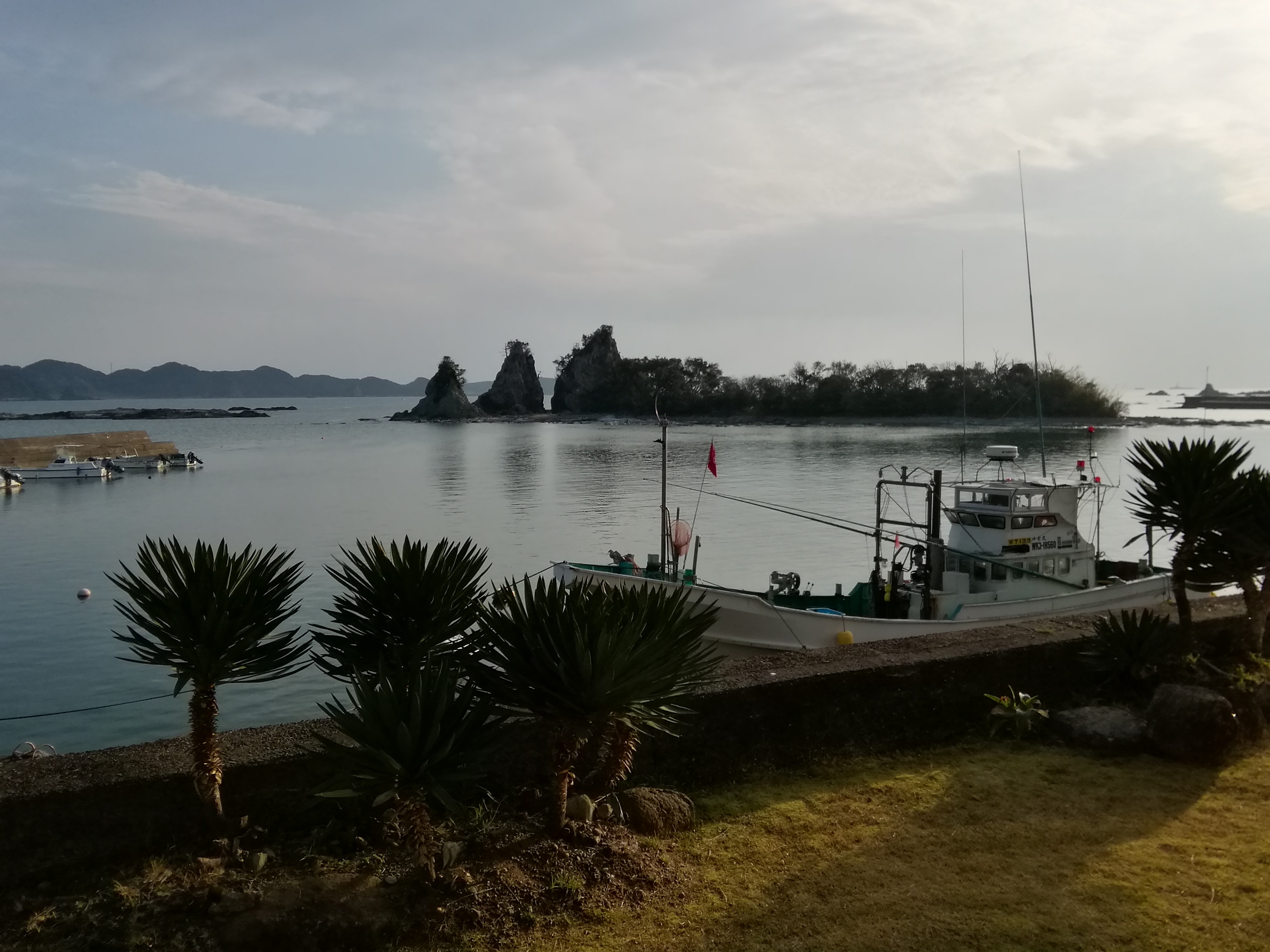
対岸のホテルからの眺め

那智勝浦町勝浦の大勝浦地区にある、小金島漁港の北の那智湾内に位置し、周囲約600m、南北200m、東西100mほどの小島である。陸地からの距離は100mほどで、干潮時には歩いて渡ることもできる。断崖の上に樹木が茂り、北側に小さな島を三つ従える。島からは、那智滝を望むことができる。対岸には南紀勝浦温泉のホテルがあり、客室からも弁天島を眺望できる。
和歌山県内には、他に海南市（旧 下津町）と美浜町にも同名の島がある。

## 弁財天
南側に赤い鳥居と白蛇弁天を祀る祠があり、航海安全や商売繁盛・財運アップに御利益があるとして古くから大勝浦の漁民を中心に信仰されている。例年3月3日には祭りがあり、式典や餅投げが行われる。